# William FitzWarin
William FitzWarin (mort vers 1299) un homme de guerre anglais actif pendant la
première guerre d'indépendance écossaise. Il est Castellan (anglais: Constable) du château d'Urquhart (1296-1297) puis après la défaite anglaise lors de la Bataille du pont de Stirling le 11 septembre 1297, il est nommé constable du château de Stirling, qu'il doit ensuite rendre aux Écossais avant d'être détenu au château de Dumbarton.

## Biographie
FitzWarin est nommé constable du château d'Urquhart après l'invasion anglaise de l'Écosse en 1296. Inquiet de la rébellion conduite par Andrew Moray, les Anglais désignent comme sheriff d' Inverness, Reginald le Chen qui ordonne à ses principaux lieutenants, dont FitzWarin d'assister à un conseil au château d'Inverness le 25 mai 1297 afin de décider des dispositions à prendre vis-à-vis d'Andrew Moray.
Après la rénion FitzWarin retourne au château d'Urquhart accompagné de son escorte d'hommes d'armes. À quelques lieux au sud d'Inverness,
sa troupe tombe dans une embuscade tendue par Andrew Moray et Alexander Pilche. Malgré la pertes de nombreux hommes et de leurs chevaux , FitWarin réussit à sauver sa vie et à se mettre en sécurité à Urquhart. Les jours suivants le château est assiégé par Moray, qui exige qu'il se rende.
Euphemie, la comtesse de Ross arrive de manière inexpliquée sur les lieux avec sa suite. La comtesse dont le mari William 3e comte de Ross est détenu par Édouard Ier d'Angleterre à la Tour de Londres, demande à Moray se soumettre. Ce dernier refuse, mais elle ne mène pas sa troupe contre lui. Bien que sa démarche soit restée sans suite son action sera rapportée ensuite au roi par FitzWarin. Moray, sans matériel de siège lourd tente de s'emparer du château lors d'une attaque de nuit qui échoue et il est contraint d'abandonner le siège et de laisser FitzWarin en possession de la forteresse. Après le siège, FitzWarin écrit au roi Edoaurd en juillet 1297 : « Des gens mal disposés se sont joints à Andrew Moray au château d' Avoch dans le Ross. » le château d'Urquhart est de nouveau assiégé par Andrew Moray et après de courtes négociations la garnison accepte de faire sa soumission.
Présent lors de Bataille du pont de Stirling le 11 septembre 1297,il survit à l'écrasante défaite de l'armée anglaise
face aux Scots conduits par William Wallace. Il est nommé par John de Warenne (6e comte de Surrey) le commandant en chef de l'armée anglaise Castellan du château de Stirling, avec Marmaduke Thweng, 1er Baron Thweng comme délégué, après la mise en déroute de l'armée anglaise. FitzWarin, et Marmaduke Thweng rendent le château et sont enfermés comme prisonniers au château de Dumbarton. FitzWarin est ensuite libéré contre Henri St Clair, Baron de Roslin lors d'un échange de prisonniers. William FitzWarin meurt vers 1299.

## Unions et postérité
William FitzWarin épouse Marie d'Argyll (morte en 1302), fille de Eóghan d'Argyll. Elle avait précédemment été l'épouse de Magnús Óláfsson, roi de Man et des Îles (mort en 1265), Maol Íosa II, comte de Strathearn (mort en 1271), et Hugh, seigneur d'Abernethy (mort en 1291/2). Le couple ne laisse pas de descandence
William est néanmoins connu comme le père de deux fils né d'une épouse précédente inconnue:
- Robert, (mort en 1297) - tué lors du siège du château d'Urquhart[4].
- John, (mort c. 1297)[5]

William FitzWarin et son épouse sont inhumés dans l'église des Frères mineurs conventuels, de Londres,.

### Sources
- (en) Peter Armstrong, Stirling Bridge and Falkirk 1297–98 - William Wallace's rebellion (Campaign 117), Osprey Publishing, 2003 (ISBN 9781841765105)
- (en) John Higgitt, The murthly hours: devotion, literacy and luxury in Paris, England and the Gaelic west, University of Toronto Press, 2000 (ISBN 978-0-8020-4759-5)
- (en) William Mackay, Urquhart and Glenmoriston: Olden Times in a Highland Parish, Northern Counties Newspaper and Printing and Publishing Company, Limited, 1893 (lire en ligne)
- (en) William David Hamilton Sellar, Oxford Dictionary of National Biography, 2004 (DOI 10.1093/ref:odnb/49384)